# Teratohyla midas
Pour les articles homonymes, voir Midas (homonymie).
Espèce
Synonymes
- Centrolenella midas Lynch & Duellman, 1973
- Cochranella midas (Lynch & Duellman, 1973)

Statut de conservation UICN

 LC  : Préoccupation mineure
Teratohyla midas est une espèce d'amphibiens de la famille des Centrolenidae.

## Répartition
Cette espèce se rencontre de 200 à 360 m d'altitude en Amazonie :
- dans le nord-est de l'Équateur ;
- dans le nord-est du Pérou ;
- dans le sud de la Colombie ;
- dans l'ouest du Brésil ;
- en Guyane.

Sa présence est incertaine en Bolivie.

## Description
Les mâles mesurent de 17,4 à 19,2 mm et les femelles de 20,6 à 25,6 mm.

## Étymologie
Cette espèce est nommée en référence au roi Midas.

## Publication originale
- Lynch & Duellman, 1973 : A review of the centrolenid frogs of Ecuador, with descriptions of new species. Occasional Papers of the Museum of Natural History, University of Kansas, no 16, p. 1-66 (texte intégral).